# Route régionale 175 (Norvège)
Pour les articles homonymes, voir Route nationale 175 (homonymie).
La route régionale 175 (en norvégien : Fylkesvei 175 - Fv175) est une route nationale norvégienne reliant Kongsvinger à Sørum.